# Billy Wright
William Ambrose Wright, CBE (6 de febrer de 1924 - 3 de setembre de 1994) fou un futbolista anglès de la dècada de 1950.
Fou internacional amb la selecció d'Anglaterra amb la qual participà en la Copa del Món de futbol de 1950, la de 1954 i 1958. Fou el primer futbolista al món en assolir les 100 internacionalitats amb la seva selecció.
Defensà durant tota la seva carrera els colors de Wolverhampton Wanderers FC.

## Palmarès
Wolverhampton Wanderers
- First Division: 1953-54, 1957-58, 1958-59

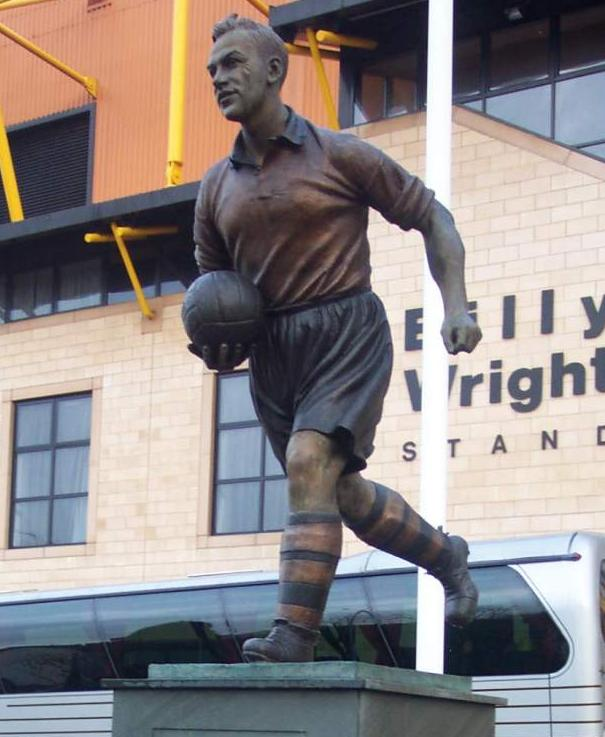
Estàtua de Billy Wright a l'exterior del Molineux Stadium.

- FA Cup: 1949
- FA Charity Shield: 1949, 1954